# Spences Bridge
Spences Bridge est une communauté située dans la province de la Colombie-Britannique, dans le centre-sud.